# Colégio de Lamego
O Colégio de Lamego OIP é um estabelecimento de ensino particular português, localizado na cidade do mesmo nome.

## História
Foi fundado em 1859 pelos irmãos António Joaquim Lopes Roseira e Manuel António Lopes Roseira, passando em 1894 para a propriedade da Ordem Beneditina.
Atualmente, nele são lecionados os 1.º, 2.º e 3.º Ciclos do Ensino Básico, bem como o Ensino Secundário, havendo o regime de internato para alunos do sexo masculino e feminino.
Uma das figuras da vida cultural portuguesa que passou por esta instituição foi o escritor Aquilino Ribeiro, que o recordou em sua obra:
"Este Colégio impunha-se como estabelecimento admirável, e quero confessar que as minhas rémiges, pequenas como são, cresceram ali à medida do seu porte e do seu tamanho natural." (RIBEIRO, Aquilino. Arcas encoiradas, cap. XI).
A 21 de julho de 1959 foi feito Oficial da Ordem da Instrução Pública.

## Alunos famosos
- Aquilino Ribeiro - escritor
- Calvão da Silva - professor universitário e político português
- Fausto Guedes Teixeira - escritor
- Gentil Guedes Gomes - advogado e poeta
- Jorge Nuno Pinto da Costa - atual presidente do Futebol Clube do Porto
- Manuel Vieira de Matos - bispo e pioneiro no escutismo português
- Manuel Dias Loureiro - advogado e político português
- Manuel Maria Carrilho - professor universitário e político português